# 渡辺福三
渡辺 福三（わたなべ ふくぞう、1870年8月7日（明治3年7月11日） - 1920年（大正9年）3月19日）は、日本の建築家。国会議事堂の建築設計競技で、応募案が1等に当選したことで知られている。

## 経歴

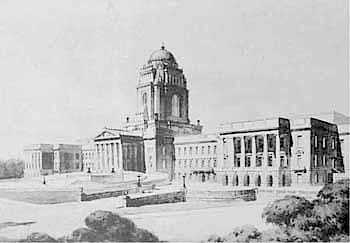
議事堂建築案

横浜出身。父は旧幕臣の渡辺升（後に工部省権少書記官）で、兄は建築家の渡辺譲。1889年（明治22年）に日本土木会社（大成建設の前身）へ入社。1891年5月から1893年8月まで仮議院の設計に従事。同8月に宮内省内匠寮の雇い。地震（1894年6月の明治東京地震か）で被害を受けた宮内省庁舎の修繕工事に場所付雇となる。1898年(明治31年)8月、宮内省東宮御所（赤坂離宮）御造営局技手。
1907年(明治40年)1月、宮内省内匠寮技手に任せられる。
1918年(大正7年)に実施された国会議事堂の建築設計競技（議院建築意匠設計懸賞募集）では、渡辺福三の名義で応募した案が1等に当選した。これは吉武東里を中心にした宮内省内匠寮の有志が作成した数案のうちの1つであった。
1920年(大正9年)3月、流行性感冒（スペイン風邪）に罹り、3月19日に逝去。逝去に際して宮内省帝室林野管理局技師に任せられた。
業余で田中銀行本店や住宅、工場などを手がけている。